# Pouteria gardneri
Pouteria gardneri är en tvåhjärtbladig växtart som först beskrevs av Carl Friedrich Philipp von Martius, August Wilhelm Eichler och Friedrich Anton Wilhelm Miquel, och fick sitt nu gällande namn av Charles Baehni. Pouteria gardneri ingår i släktet Pouteria och familjen Sapotaceae. Inga underarter finns listade i Catalogue of Life.